# Vol en wingsuit

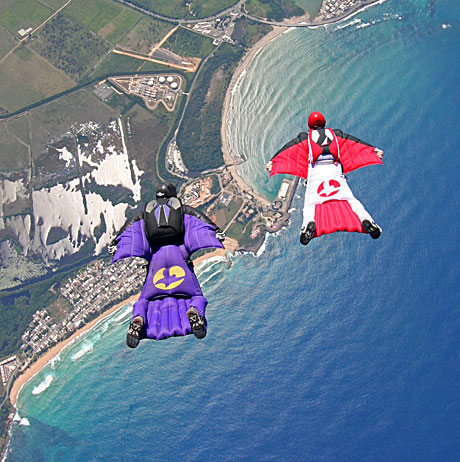
Vol côte à côte de deux pratiquants de wingsuit.

Le vol en wingsuit ou vol en combinaison ailée est un type de saut effectué à l'aide d'une combinaison de saut souple en forme d'aile. Cette dernière est utilisée dans les sports extrêmes, notamment par des parachutistes, pour modifier l'écoulement de l'air sur leur corps afin d'augmenter la portance. Ces combinaisons se gonflent d'air dès que le parachutiste se lance du haut d'une falaise ou sort de l'avion. Elles permettent de réduire leur vitesse de chute en la convertissant en vitesse horizontale. Un vol en wingsuit se termine par l'ouverture d'un parachute.
Lorsqu'il est combiné au base-jump, le vol en wingsuit est une pratique dangereuse,.

## Histoire

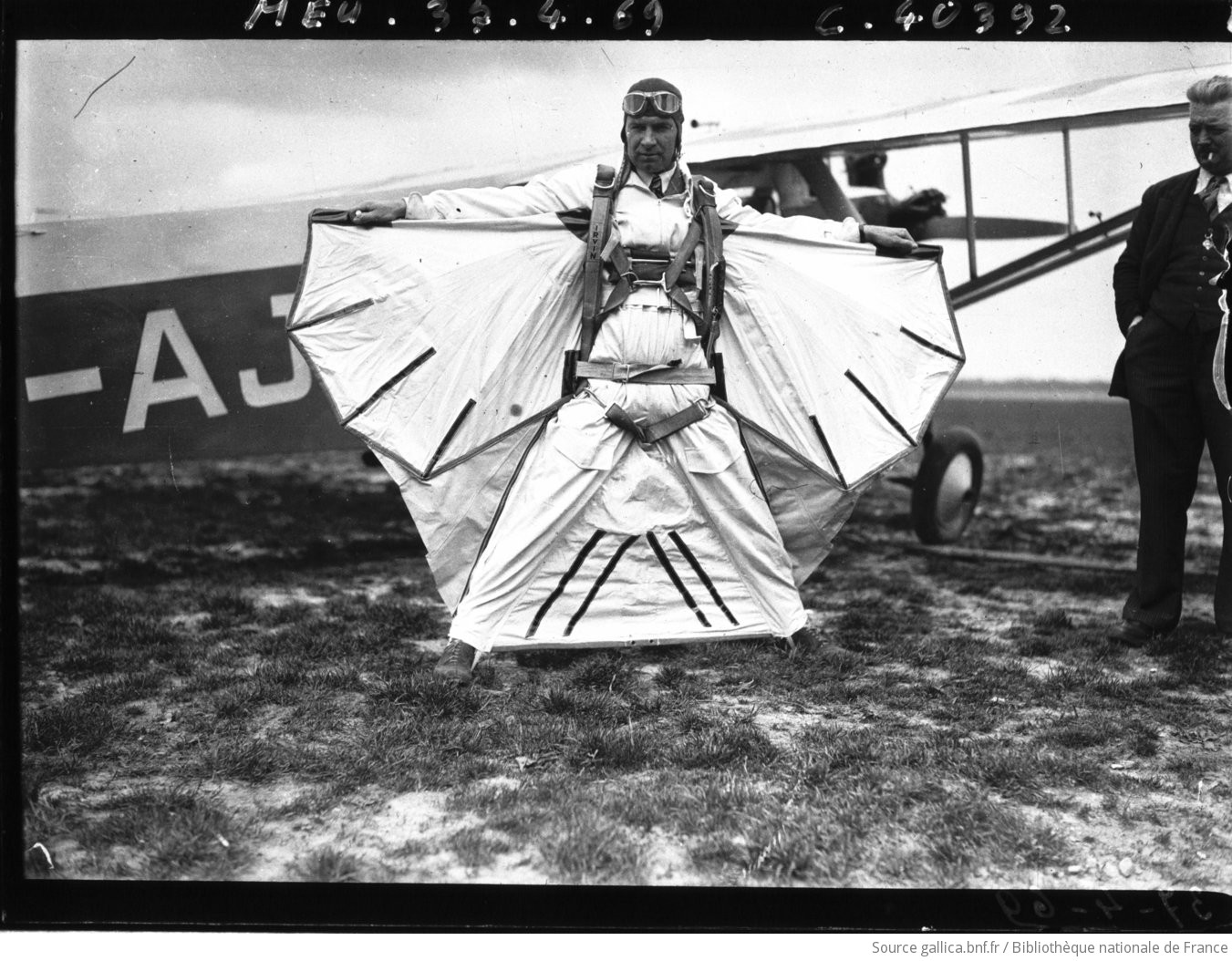
L'homme-oiseau Clem Sohn.

Des ailes sont utilisées depuis le printemps 1935 par le parachutiste américain Clem Sohn afin de tenter d'augmenter le mouvement horizontal. Ces premières wingsuits sont faites de toile, de bois, de soie, d'acier, voire d'os de baleine. Il développe ses ailes de 1935 à 1937, cherchant à augmenter au maximum leur surface. Cette sorte de « combinaison palmée » ralentit sa chute libre, commencée à 10 000 pieds, et il conclut son vol plané en ouvrant son parachute. Sohn se tue lors d'un meeting à Vincennes en 1937, victime d'une double torche.
D'autres lui succèdent ; parmi ceux-ci l'on peut citer Harry Ward, Léo Valentin, Gil Delamare, les frères Masselin, Salvatore Cannarozzo. Peu survécurent à leurs expérimentations : bien souvent les parties rigides furent directement ou indirectement fatales, à l'origine soit d'emmêlements de suspentes lors des phases d'ouverture du parachute, soit de ruptures, créant une dissymétrie et une autorotation (cas pour Léo Valentin).
Au début des années 1990, Patrick de Gayardon alias « Deug » reprend le concept de manière plus scientifique, essayant de ne pas répéter les erreurs du passé, et crée une wingsuit qui se gonfle avec la pression de l'air, disposant ainsi d'un intrados et d'un extrados, et possédant une finesse comprise entre 2 et 3 (2 à 3 mètres parcourus horizontalement pour 1 mètre de chute verticale).
Le 31 octobre 1997, Patrick de Gayardon présente à la presse une wingsuit avec un vol à proximité de l'aiguille du Midi, dans le massif du Mont-Blanc. « Deug » parviendra également à remonter dans le Pilatus qui l'avait largué, et sera le premier à sauter en base-jump équipé d'une wingsuit. Disparu tragiquement à Hawaï en 1998 lors d'un saut en wingsuit, il est unanimement reconnu comme le père de la wingsuit moderne.
Au début de l'année 1998, Tom Begic vole avec sa propre wingsuit conçue à partir du modèle de Gayardon.

## Technicité

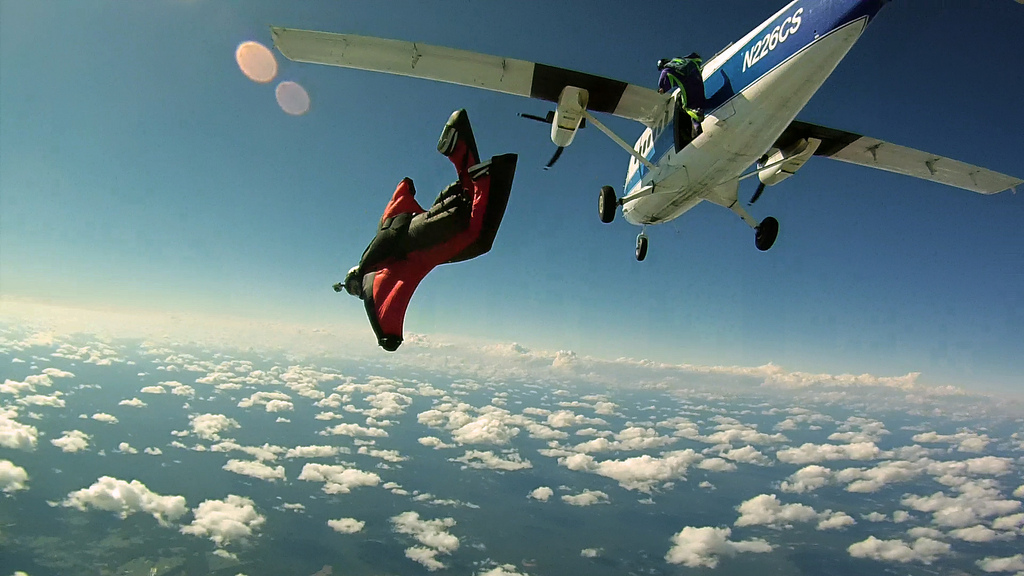
Départ d’un vol en wingsuit à partir d'un aéronef. Un saut depuis une falaise est également possible.

À partir d'un avion (parachutisme conventionnel), le saut en wingsuit rend plus difficiles les procédures d'urgence : pour cette raison, il est réservé aux parachutistes confirmés (ayant déjà effectué plus de 150 sauts, assortis d'un « brevet de parachutiste autonome », abrégé BPA). Certaines combinaisons comme la « Access » facilitent la transition depuis la chute libre tout en réduisant les risques (retour à plat facilité, accès aux poignées de libération et réserve).
En paralpinisme (avec base-jump depuis une falaise), le vol en wingsuit est connu pour augmenter encore la technicité du saut (mauvaise appréciation de l'altitude, risque d'instabilité majoré, goût pour la proximité avec les pentes). Dans les années 2010, il coûte la vie chaque année en moyenne à une vingtaine de base-jumpers dans le monde. Le 5 octobre 2003, les parachutistes et base-jumpers Jeb Corliss et Dwain Weston (en) effectuent un saut en wingsuit ensemble, prévoyant d'exécuter une figure près du Royal Gorge Bridge dans le Colorado. Mais Weston calcule mal la force du vent et sa distance par rapport au pont : il heurte ce dernier à une vitesse estimée à environ 160 km/h et est tué sur le coup,.
Il en ressort qu’il est indispensable de maîtriser parfaitement le vol depuis un avion avant de se lancer depuis une falaise. À ce sujet, l'Association de paralpinisme recommande d'effectuer au minimum 200 sauts depuis une falaise, en plus des 300 à 400 sauts préalables depuis un avion, avant de se lancer en wingsuit.
La vitesse d'avancement horizontal moyenne d'une wingsuit est d'environ 160 kilomètres à l’heure.
Les derniers prototypes de wingsuit permettent d'atteindre une finesse de 4 (4 km horizontaux parcourus pour 1 km de descente verticale).

## Records Guinness
Plusieurs cas de vol en wingsuit sont recensés dans le Livre Guinness des records :
- le 24 juillet 2008, le couple australien Heather Swan et Glenn Singleman saute d'une altitude de 11 270 mètres au-dessus du Centre de l'Australie, établissant un record du plus haut saut en wingsuit[12],[13] ;

- le vol comprenant le plus grand nombre de participants officiellement reconnu a réuni soixante-huit sauteurs à Lake Elsinore (Californie) le 12 novembre 2009[14] ;

- le plus long vol (mesuré en distance horizontale) en wingsuit reconnu en base-jump a été de 5,8 km, réalisé par Dean Potter[15] ;

- le 28 mai 2011, en sautant depuis un avion à haute altitude, le parachutiste japonais Shin Ito établit le record mondial du plus long vol (mesuré en distance horizontale) en wingsuit, couvrant une distance de 23,1 km[16], ainsi que le record de la plus grande vitesse atteinte, avec une pointe à 363 km/h[17] ;

- le 23 mai 2012, est réalisé le premier vol en wingsuit avec posé sans ouverture du parachute : Gary Connery, cascadeur britannique âgé de 41 ans, saute d'un hélicoptère en wingsuit avec un parachute de base-jump qu’il n’ouvre pas, au-dessus de Henley-on-Thames dans le Sud de l'Angleterre, avant d'atterrir sain et sauf, 731 mètres plus bas, sur un amoncellement de 18 000 boîtes de carton rassemblées pour amortir sa réception[18] ;

- le lundi 21 avril 2014, les parachutistes Vince Reffet et Fred Fugen sautent du haut des 828 mètres de la plus haute tour du monde, le Burj Khalifa[19],[20].

## Personnalités du vol enwingsuit
Jokke Sommer, Robert Pecnik, Gary Connery, Jeb Corliss, Loïc Jean Albert et Marc-André Denault (1991-2016) sont parmi les principales personnalités reconnues du vol en wingsuit.
Grâce à son travail de développement et à son talent, le français Loïc Jean Albert (né en 1978) a permis à cette discipline de progresser énormément, et surtout de se populariser, tout comme l'avait précédemment fait Patrick de Gayardon (1960-1998), Loïc Jean Albert est ainsi parvenu, grâce au prototype qu'il a développé, à survoler une pente enneigée à moins de trois mètres de distance, ceci près de Verbier en Suisse.
En 2014, le wingsuit-flyer norvégien Halvor Angvik participe au documentaire autrichien Attention - A Life in Extremes.
En 2020, le Français Vincent Descols est la première personne au monde à proposer des vols en wingsuit tandem aux non parachutistes.
Côté féminin le wingsuit est pratiqué à un haut niveau par l'américaine Steph Davis, la suissesse Géraldine Fasnacht ouvre des vols mythiques en wingsuit en approche alpine, dont le premier basejump du continent en Antarctique de l'Holtanna et de l'Holstinnd et dans les Alpes tel que les Drus, le Täschhorn, le Cervin et le Mont Rose pour ne citer que ceux-ci et la française Laurence Fugen

## Wingsuit Tandem
Les premiers sauts en tandem wingsuit ont été proposés au grand public en Novembre 2020 par le Français Vincent Descols, au nom de la société Skyvibration,.
Pendant 3 ans, Vincent, Marine Descols et Ambroise Serrano ont développé et testé de nombreuses configurations et procédures permettant d'emmener voler des passagers sous un wingsuiter équipé d'un parachute tandem en toute sécurité. De très nombreuses autorisations légales ont dû être obtenues pour pouvoir proposer cette activité, et à ce jour, ils sont les seuls au monde à proposer du tandem en wingsuit au grand public.

## Wingsuit foil
Le premier wingsuit foil est issu de la collaboration de l'athlète Red Bull Peter Salzmann, du développeur de wingsuit Andreas Podlipnik et de Red Bull Advanced Technologies. L'idée provient de Peter Salzmann. La participation des équipes de Red Bull Advanced Technologies s'est notamment portée sur le choix des matériaux, la taille, la géométrie du foil, son aérodynamique et son emplacement.
Il a fallu trois ans et six prototypes pour arriver au modèle final de foil. Celui-ci est composé d'un noyau en mousse et des composants imprimés en 3D. Le foil mesure 2,1 mètres et se place sous le corps du wingsuiter. Les essais ont été réalisés à Stockholm dans un tunnel de wingsuit intérieur.
Le premier vol a lieu le jeudi 24 octobre 2024 depuis la corniche de la Jungfrau suisse (4 063 mètres d'altitude). Peter Salzmann, à l'origine du projet, effectue le vol. Trois records sont battus pendant ce premier vol :
- le temps de vol B.A.S.E. le plus long : 5 minutes et 56 secondes ;
- la distance de vol B.A.S.E. la plus longue : 12,5 kilomètres ;
- la plus grande différence d'altitude entre le décollage et l'atterrissage d'un saut B.A.S.E. : 3 042 mètres[25].

## Fabricants
Les principaux fabricants de wingsuits sont :
- Alien Suits (États-Unis) ;
- Tony Suit Wingsuits (États-Unis) ;
- Intrudair (Hongrie) ;
- Phoenix Fly (Croatie) ;
- S-Fly (France) ;
- Birdman ;
- Squirrel.

## Risques et accidents
Le vol en wingsuit est considéré comme un sport à risque, surtout lors de la pratique en montagne. Il y a eu cinq morts entre janvier et août 2016 dans les Alpes, dont Alexander Polli (à 31 ans), une des stars de la discipline, et un sixième s'est tué début octobre à Chamonix après avoir échoué à ouvrir son parachute. La discipline compte une vingtaine de morts par an en moyenne, mais il faut relativiser par rapport au nombre de pratiquants.

## Lawingsuitdans les œuvres de fiction
Dans un premier temps, c'est le cinéma qui montre quelques wingsuits. En 1969, le film Les parachutistes arrivent met en scène des parachutistes équipés de tenues semblables à des wingsuits. Le thème n’est ensuite plus abordé jusqu'en 2003, où on le revoit dans le film Lara Croft Tomb Raider, le berceau de la vie, Lara Croft et Terry Sheridan sautant d'un immeuble en wingsuits pour échapper à un groupe de tueurs. En 2005 dans Batman Begins (Batman : Le Commencement), Bruce Wayne s'équipe d'une combinaison semblable à une wingsuit.
À partir des années 2010, la wingsuit sera plus présente tant au cinéma que dans les jeux vidéo.
Le film Transformers 3 : La Face cachée de la Lune met en scène une unité spéciale de l'armée sautant d'un V-22 Osprey, puis volant entre des gratte-ciels de Chicago, poursuivie par des chasseurs Decepticons. La scène a été filmée par des cascadeurs habillés de wingsuits et portant des caméras sur leur tête. La même année, Salman Khan réalise un vol en wingsuit pour une publicité de Mountain Dew.
Des jeux permettent directement d'utiliser des wingsuits, comme le jeu de snowboard SSX, Far Cry 3, Far Cry 4, Call of Duty: Black Ops II, Just Cause 3, Just Cause 4, Battlefield 2042 et Steep.
Le film After Earth de M. Night Shyamalan contient une scène où l'acteur Jaden Smith effectue un base-jump en wingsuit du haut d'une falaise, avant d'être pourchassé par un oiseau de proie.
Dans le film Point Break (sorti en France en 2016) , Johnny Utah (Luke Bracey) saute en wingsuit avec Bodhi (Edgar Ramirez) pour une descente en vol de proximité. On y retrouve les plus longues séquences en wingsuit du cinéma. Plus de soixante sauts ont été nécessaires pour le montage.
Dans le film The Batman, le personnage principal utilise un wingsuit pour s'enfuir en sautant du toit d'un immeuble.

## Vol de proximité
Le vol de proximité est une discipline liée à la wingsuit qui consiste à longer les montagnes en wingsuit. Loïc Jean-Albert est le précurseur de cette discipline.

## Wingsuitaquatique
L'apnéiste Pierre Frolla a développé une combinaison appelée « Oceanwings » sur le concept du wingsuit, pour faire un vol mais sous l'eau. Le wingsuit aquatique, grâce à sa forme d'aile, permet de s’immerger de longues minutes, en apnée, de saisir les courants ascendants ou descendants dans l'eau pour parcourir très longues distances en apnée, sans palmer, donc sans effort.